# توم وجيري: التنين المفقود
توم وجيري: التنين المفقود (بالإنجليزية: Tom and Jerry: The Lost Dragon)‏ هو فيلم رسوم متحركة وكوميديا تم إنتاجه في الولايات المتحدة وصدر سنة 2014 بطولة واين نايت وكيلي ستابلس وجيم كامينجز.

## القصة
يعثر «توم» و«جيري» على بيضة غريبة في الغابة، وحين تفقس يخرج منها تنين رضيع، وبالتالي يجدان نفسيهما مضطرين إلى رعاية المخلوق الصغير إلى أن يتمكنا من إعادته إلى أمه التنين

## وصلات خارجية
توم وجيري: التنين المفقود على موقع IMDb (الإنجليزية)
- توم وجيري: التنين المفقود على موقع روتن توميتوز (الإنجليزية)
- توم وجيري: التنين المفقود على موقع ألو سيني (الفرنسية)
- توم وجيري: التنين المفقود على موقع أول موفي (الإنجليزية)
- توم وجيري: التنين المفقود على موقع فيلمافينيتي (الإسبانية)
- توم وجيري: التنين المفقود على موقع قاعدة بيانات الفيلم (الإنجليزية)
- توم وجيري: التنين المفقود على موقع ليتربوكسد (الإنجليزية)
- توم وجيري: التنين المفقود على موقع كينوبويسك (الروسية)